# Нефорощанка
Нефороща́нка (рос. Нефорощанка, башк. Нефороща) — село у складі Альшеєвського району Башкортостану, Росія. Входить до складу Нігматуллінської сільської ради.
Населення — 173 особи (2010; 200 в 2002).
Національний склад:
- башкири — 42 %